# Some Girls Do (film)
Some Girls Do är en brittisk spionkomedi från 1969 i regi av Ralph Thomas. 
Filmen, som är baserad på H. C. McNeiles romanhjälte Bulldog Drummond, är en uppföljare till Mr Drummond och djävulens agenter från 1967.

## Handling
Bulldog Drummond kallas in vid ett sabotage mot ett nytt brittiskt överljudsflygplan.

## Rollista i urval
- Richard Johnson - Bulldog Drummond
- Daliah Lavi - baronessan Helga Hagen
- Beba Lončar - Pandora
- James Villiers - Carl Petersen
- Vanessa Howard - robot #7
- Maurice Denham - Dudley Mortimer
- Robert Morley - miss Mary
- Sydne Rome - Flicky
- Ronnie Stevens - Peregrine Carruthers
- Virginia North - robot #9
- Nicholas Phipps - Lord Dunburry
- Joanna Lumley - robot #2 (ej krediterad)